# زمین (فیلم ۱۹۹۶)
زمین (اسپانیایی: Tierra‎) یک فیلم درام اسپانیایی است که در سال ۱۹۹۶ منتشر شد.